# Existenční kvantifikátor
Existenční kvantifikátor (∃) (také malý kvantifikátor) je matematický symbol používaný nejčastěji v predikátové logice. Do běžného jazyka lze jeho význam přeložit jako „existuje“. Duálním kvantifikátorem k němu je obecný kvantifikátor s významem „pro každé“.

## Etymologie
Znak ∃ pro existenční kvantifikátor vznikl převrácením písmena E z latinského existo a anglického Exists – existuje.

## Ukázka použití
Řekněme, že chceme napsat matematickou formuli, která bude pravdivá právě tehdy, pokud nějaké přirozené číslo na druhou je rovno 25. Nejjednodušším přístupem by bylo napsat následující formuli:
0·0 = 25 nebo 1·1 = 25 nebo 2·2 = 25 nebo 3·3 = 25 atd.
Mohlo by se zdát, že toto je korektní formule výrokové logiky, protože jediná použitá spojka je "nebo". Ve výrokové logice bohužel
není možno použít nekonečně mnoho spojek v jedné formuli a proto je potřeba zvolit jiný přístup, například rozšířit logiku tak, aby byla schopna vyjádřit následující formuli:
Pro nějaké přirozené číslo n platí n·n = 25.
Tato formule používá existenční kvantifikátor a přesněji vyjadřuje původní tvrzení, jelikož v původní formuli nebyl význam termínu atd. přesně zadefinován. Nebylo například zřejmé, že
se má pokračovat pro všechna přirozená čísla. Oproti tomu druhá formule přímo specifikuje, že se jedná o přirozená čísla.
Formule "pro nějaké přirozené číslo n platí n·n = 25" je pravdivá, protože pokud nahradíme n číslem 5, dostaneme 5.5=25, což platí. Nezáleží na tom, zda pro ostatní n tvrzení platí (v tomto případě dokonce neplatí pro žádné číslo různé od 5). Stačí najít jedno jediné číslo.
Pokud změníme formuli na "Pro nějaké sudé číslo n platí n·n = 25", dostaneme nepravdivé tvrzení (nelze nalézt sudé číslo, kterým bychom n nahradili, a podmínka byla splněna). Na těchto dvou příkladech je vidět, že volba čísel, která můžeme použít, je důležitá a může změnit pravdivost tvrzení).
Formální zápis výše uvedených formulí je následující. Mějme predikát {\displaystyle P(a,b,c)} vyjadřující {\displaystyle a.b=c} a predikát {\displaystyle Q(a)} vyjadřující "a je sudé". Potom se formule "pro nějaké přirozené číslo n platí n·n = 25" dá vyjádřit jako
{\displaystyle \exists {n}\in \mathbb {N} .\,P(n,n,25)}
a formule „pro nějaké sudé číslo n platí n·n = 25“ jako
{\displaystyle \exists {n}\in \mathbb {N} .\,Q(n)\wedge P(n,n,25)}

## Vztah k obecnému kvantifikátoru
Fakt, že existuje a splňující tvrzení {\displaystyle \phi } lze alternativně vyjádřit tak, že není pravda, že každé a nesplňuje {\displaystyle \phi }. Platí tedy
- {\displaystyle \exists \equiv \neg \forall \neg }
- {\displaystyle \forall \equiv \neg \exists \neg }

## Kvantifikátor jednoznačné existence
V matematických zápisech je někdy potřeba vyjádřit, že počet prvků, které danou formuli splňují, je přesně jedna, například "Existuje právě jedno přirozené číslo n, které splňuje n.n=25" je pravdivá formule, ale formule "Existuje právě jedno sudé číslo n, které splňuje n.n=25" a "Existuje právě jedno sudé číslo" pravdivé nejsou. Ve formálních zápisech se potom místo {\displaystyle \exists {n}} používá {\displaystyle \exists !{n}}.
Ve skutečnosti se ale {\displaystyle \exists !} dá vyjádřit pomocí samotného {\displaystyle \exists }. Formule {\displaystyle \exists !n\phi } totiž platí právě když platí {\displaystyle \exists n(\phi \wedge \neg \exists k\,(k\not =n\wedge \phi '))} kde formule {\displaystyle \phi '} vznikne z {\displaystyle \phi } záměnou volných výskytů proměnné n za k.
Pro všechny formule {\displaystyle \phi } platí, že jestliže {\displaystyle \exists !n\,\phi }, pak i {\displaystyle \exists n\,\phi }, naopak to ale platit nemusí.

## Kvantifikátor "existuje nekonečně mnoho"
Někdy je třeba vyjádřit, že existuje nekonečně mnoho prvků splňujících danou formuli. Například tvrzení "Existuje přirozené číslo n, které splňuje n < 17" je pravdivé tvrzení, zatímco "Existuje nekonečně mnoho přirozených čísel n takových, že n < 17" je nepravdivé.
Oproti tomu "Existuje nekonečně mnoho přirozených čísel n dělitelných pěti" je opět pravdivé tvrzení. V matematice se tento případ zapíše pomocí kvantifikátoru
{\displaystyle {\stackrel {\infty }{\exists }}}, tedy pokud P(a) je predikát „a>8“, vyjadřuje {\displaystyle {\stackrel {\infty }{\exists }}n\in \mathbb {N} \,P(n)} tvrzení „Existuje nekonečně mnoho přirozených čísel n takových, že n > 8“.
Pro všechny formule {\displaystyle \phi } platí, že jestliže {\displaystyle {\stackrel {\infty }{\exists }}n\,\phi }, pak i {\displaystyle \exists n\,\phi }, naopak to ale platit nemusí. Na druhou stranu pro žádnou formuli {\displaystyle \phi } nemůže zároveň platit {\displaystyle {\stackrel {\infty }{\exists }}n\,\phi } a {\displaystyle \exists !n\,\phi }.
Kvantifikátor {\displaystyle {\stackrel {\infty }{\exists }}} nelze obecně v predikátové logice vyjádřit, pokud ale jsou ale prvky, přes které kvantifikujeme, lineárně uspořádány, lze formuli {\displaystyle {\stackrel {\infty }{\exists }}n\,\phi } zapsat jako {\displaystyle \forall k\,\exists n\,(n>k\wedge \phi )}.